# Supercoppa UEFA 1982
La Supercoppa UEFA 1982 è stata l'ottava edizione della Supercoppa UEFA.
Si è svolta il 19 e 26 gennaio 1983 in gara di andata e ritorno tra la squadra vincitrice della Coppa dei Campioni 1981-1982, ovvero gli inglesi dell'Aston Villa, e la squadra vincitrice della Coppa delle Coppe 1981-1982, ossia gli spagnoli del Barcellona.
A conquistare il titolo è stato l'Aston Villa che ha perso la gara di andata a Barcellona per 1-0 e ha vinto la gara di ritorno a Birmingham per 3-0 dopo i tempi supplementari.

## Partecipanti
| Squadre     | Qualificazione                                | Partecipazioni precedenti (il grassetto indica la vittoria) |
| ----------- | --------------------------------------------- | ----------------------------------------------------------- |
| Aston Villa | Vincitrice della Coppa dei Campioni 1981-1982 | Nessuna                                                     |
| Barcellona  | Vincitrice della Coppa delle Coppe 1981-1982  | 1 (1979)                                                    |

## Tabellini

### Andata
| Arbitro: | Bruno Galler |

|               |           |  |
| M. Alonso 52’ | Marcatori |  |

| Barcellona | Aston Villa |

| Barcellona (4-3-3) |   |                     |  |     |
|                    |   |                     |  |     |
| P                  | 1 | Urruti              |  |     |
| D                  |   | Tente Sánchez (c)   |  |     |
| D                  |   | Migueli             |  |     |
| D                  |   | Julio Alberto       |  |     |
| D                  |   | José Ramón Alexanko |  |     |
| C                  |   | Perico Alonso       |  | 76’ |
| C                  |   | Bernd Schuster      |  |     |
| C                  |   | Víctor              |  |     |
| A                  |   | Marcos Alonso       |  |     |
| A                  |   | Quini               |  | 70’ |
| A                  |   | Francisco Carrasco  |  |     |
| Sostituzioni:      |   |                     |  |     |
| A                  |   | Pichi Alonso        |  | 70’ |
| C                  |   | Urbano              |  | 76’ |
| Allenatore:        |   |                     |  |     |
| Udo Lattek         |   |                     |  |     |

| Aston Villa (4-4-2) |   |                     |  |     |
|                     |   |                     |  |     |
| P                   | 1 | Nigel Spink         |  |     |
| D                   |   | Mark Jones          |  | 37’ |
| D                   |   | Gary Williams       |  |     |
| D                   |   | Allan Evans         |  |     |
| D                   |   | Ken McNaught        |  |     |
| C                   |   | Dennis Mortimer (c) |  |     |
| C                   |   | Des Bremner         |  |     |
| C                   |   | Gordon Cowans       |  |     |
| C                   |   | Tony Morley         |  |     |
| A                   |   | Gary Shaw           |  |     |
| A                   |   | Peter Withe         |  |     |
| Sostituzioni:       |   |                     |  |     |
| D                   |   | Colin Gibson        |  | 37’ |
| Allenatore:         |   |                     |  |     |
| Tony Barton         |   |                     |  |     |

### Ritorno
| Arbitro: | Alexis Ponnet |

|                                    |           |  |
| Shaw 80’ Cowans 100’ McNaught 104’ | Marcatori |  |

| Aston Villa | Barcellona |

| Aston Villa (4-4-2) |   |                |             |      |
|                     |   |                |             |      |
| P                   | 1 | Nigel Spink    |             |      |
| D                   |   | Gary Williams  |             | 115’ |
| D                   |   | Allan Evans    |             |      |
| D                   |   | Ken McNaught   | Ammonizione |      |
| D                   |   | Colin Gibson   | Ammonizione |      |
| C                   |   | Des Bremner    |             |      |
| C                   |   | Andy Blair (c) |             |      |
| C                   |   | Gordon Cowans  |             |      |
| C                   |   | Tony Morley    |             | 75’  |
| A                   |   | Gary Shaw      |             |      |
| A                   |   | Peter Withe    |             |      |
| Sostituzioni:       |   |                |             |      |
| C                   |   | Mark Walters   |             | 75’  |
| A                   |   | Paul Birch     |             | 115’ |
| Allenatore:         |   |                |             |      |
| Tony Barton         |   |                |             |      |

| Barcellona (4-4-2) |   |                     |             |         |
|                    |   |                     |             |         |
| P                  | 1 | Urruti              | Ammonizione |         |
| C                  |   | Tente Sánchez (c)   |             |         |
| D                  |   | Migueli             |             |         |
| D                  |   | José Ramón Alexanko | Ammonizione |         |
| D                  |   | Julio Alberto       | 53’         |         |
| C                  |   | Perico Alonso       | Ammonizione |         |
| C                  |   | Bernd Schuster      | Ammonizione |         |
| C                  |   | Víctor              |             |         |
| C                  |   | Urbano              | Ammonizione |         |
| A                  |   | Marcos Alonso       | 106’        |         |
| A                  |   | Francisco Carrasco  |             | 33’     |
| Sostituzioni:      |   |                     |             |         |
| A                  |   | Quini               |             | 33’ 60’ |
| C                  |   | Manolo              | Ammonizione | 60’     |
| Allenatore:        |   |                     |             |         |
| Udo Lattek         |   |                     |             |         |